# Niederer Fläming
Niederer Fläming est une commune d'Allemagne dans l'arrondissement de Teltow-Fläming (Brandebourg).

## Géographie
Niederer Fläming se trouve au sud de Berlin, près de Jüterbog dans le Fläming.
La commune comprend les villages de Bärwalde, Borgisdorf, Gräfendorf, Herbersdorf, Hohenahlsdorf, Hohengörsdorf, Hohenseefeld, Höfgen, Körbitz, Kossin, Lichterfelde, Meinsdorf, Nonnendorf, Reinsdorf, Riesdorf, Rinow, Schlenzer, Sernow, Waltersdorf, Welsickendorf, Weissen, Werbig et Wiepersdorf, où se trouve l'ancien château des Arnim.

## Histoire
Le château de Wiepersdorf appartint aux comtes de Arnim, jusqu'en 1945. la tombe du poète Achim von Arnim et son épouse Bettina se trouvent dans le parc du château, près de l'église de Wiepersdorf.
Un ancien petit cimetière juif (XIXe siècle) se trouve à Meinsdorf (village de 290 habitants au total en 1900 et 190 aujourd'hui).